# Dangjin
Huyện Dangjin (Dangjin-si) (phiên âm Hán Việt: Đường Tân thị) là một huyện ở tỉnh Chungcheong Nam, Hàn Quốc. Huyện này có diện tích 694.08 km², dân số năm 2011 là 149,469 người.  Huyện này nằm ở bờ biển nam của vịnh Asan.  Dangjin giáp với Incheon, Pyeongtaek, và Hwaseong qua biển, và giáp Seosan, Yesan, và Asan trên đất liền
Huyện này gồm 2 eup (Dangjin-eup và Hapdeok-eup) và 10 myeon (khu vực nông thôn).  Các eup và myeon được chia thành 149 ri.
Tên gọi "Dangjin" được đề cập lần đầu trong triều đại Joseon. Từ năm 1413 đến 1895, địa danh này có tên, một đơn vị thuộc tỉnh Chungcheong. Huyện này có ranh giới như ngày nay vào năm 1973, với việc sáp nhập một phần Jeongmi-myeon vào Unsan-myeon.

## Đơn vị kết nghĩa
- Hạt Bergen, Hoa Kỳ
- Gangbuk-gu, Hàn Quốc
- Nam-gu (Incheon), Hàn Quốc
- Hạt Snohomish, Hoa Kỳ
- Yongsan-gu, Hàn Quốc